# Cour-Cheverny
Cour-Cheverny é uma comuna francesa na região administrativa do Centro, no departamento Loir-et-Cher. Estende-se por uma área de 29,71 km². Em 2010 a comuna tinha 2 901 habitantes (densidade: 97,6 hab./km²).